# Helmut Schimanski
Helmut Schimanski (* 25. März 1940 in Kronshagen) ist ein deutscher Journalist.

## Leben
Schimanski studierte Naturwissenschaften, Publizistik, Soziologie und Neue Geschichte. Nachdem er bei einer Tageszeitung und dem NDR sein Volontariat absolviert hatte, arbeitete er als freier Mitarbeiter für ARD und ZDF.
Ab dem Jahr 1970 arbeitete Schimanski als Redakteur bei der Drehscheibe des ZDF. Er war Planungsleiter in der ZDF-Hauptredaktion „Aktuelles“. Ab 1979 arbeitete er in der Hauptredaktion „Innenpolitik“ als Redaktionsleiter und Moderator für die Sendungen Länderspiegel, Blickpunkt und das Ressort „Sondersendungen/Wahlsendungen“.
Zum 31. März 2000 ging Helmut Schimanski in den Ruhestand.